# Thierry Maricourt
Pour les articles homonymes, voir Maricourt.
 (septembre 2019).
Thierry Maricourt, né le 17 octobre 1960 à Saint-Denis (Seine-Saint-Denis), est un écrivain français.
Auteur d'ouvrages tels que l'Histoire de la littérature libertaire en France ou le Dictionnaire des auteurs prolétariens, il est également poète et auteur de romans.

## Biographie
Successivement ouvrier en imprimerie, bibliothécaire, libraire, éditeur, Thierry Maricourt est né à Saint-Denis ; il vit à la Courneuve dans la cité des 4000.
À l'âge de 15 ans, il écrit pour Le Monde libertaire.
Il a écrit une cinquantaine de romans, essais, livres jeunesse, poésie : La parole en chantant, Mon enfant d’Outreau, Galibot parle, Le cœur au ventre, Ne me tuez pas, Le fabuliste, Frérot frangin, Petit penaud, Les Vikings contre Hitler…
À partir de 1996, il anime des ateliers d’écriture dans les lieux investis (centres sociaux, prison, gens du voyage, écoles…) et dans le public approché.
Chroniqueur littéraire, il a réédité certains écrivains : Henry Poulaille, Octave Mirbeau, Laurent Tailhade, etc. Il est l'auteur d'ouvrages tels que l’Histoire de la littérature libertaire, le Dictionnaire des auteurs prolétariens, ou le Dictionnaire du roman policier nordique.
Thierry Maricourt a publié plusieurs ouvrages sur le monde scandinave : Histoires du pays sans beaucoup d'hommes, Voyages en lettres suédoises, Dictionnaire du roman policier, Les Vikings contre Hitler, À propos d'une vieille dame facétieuse nommée Astrid Lindgren, de Fifi Brindacier sa fille farfelue et de quelques autres fieffés farceurs..., Dernier été en Suède. Il est directeur littéraire des éditions de l'Élan.

## Œuvres

### Romans
- Adèle au-delà de l’ombre, Ressouvenances
- Le Bonheur à la petite cuillère (préface Didier Daeninckx), éd. Hors commerce
- Le Cœur au ventre, Agone
- Ceux qui ne mentent jamais, Ginkgo
- Elle va vous emporter, Encrage
- Galibot parle, Encrage
- Il était l’homme qui marchait sur les mains*, Méréal
- Mémoires d’un nouveau-né (ill. Marion Claeys & Catherine Sénaffe), Chant d’orties
- Ne me tuez pas*, Le Cherche midi
- Plaidoyer pour Ravachol, Encrage
- Toi, l'assassin, Encrage
- Le Chevreuil, SCUP, 2018
- Stratégies d'évitement du pire, La Déviation, 2019
- Dernier été en Suède, Les Soleils bleus, 2019
- Hautes conspirations, La Déviation, 2020

### Récits
- Contingences, Les Acharnistes
- Déni de patrie (ill. Benoït Drouart), Chant d'orties
- L’Excuse de la vie/L’Arbre, le doute (préface Pierre Drachline, ill. Manu Rich), Syllepse

### Théâtre
- Les Choses n'étant pas ce qu'elles sont, Color gang

### Poésie
- Comme sous l'hiver, les inconnus, Rafael de Surtis
- L’Effacement, Rafael de Surtis
- La Galaxie dans le coquetier, Rafael de Surtis
- Miel de neige (préface Jean-Claude Pirotte), La Passe du vent
- Se vouloir vivant, Rafael de Surtis
- Tout commençait à peine, Rafael de Surtis

### Essais - Documents
- Aux marches du savoir, les ateliers d’écriture, Licorne (édition augmentée et actualisée de Ateliers d’écriture : un outil, une arme)
- Chronique d'une insoumission - un choix de vie, préface de Michel Auvray, Acratie, 1986.
- Daeninckx par Daeninckx, Le Cherche midi
- Dictionnaire des auteurs prolétariens (de langue française, de la Révolution à nos jours)*, Encrage
- Dictionnaire du roman policier nordique, Encrage
- Entre l’ordre établi et la détresse humaine, Licorne
- Henry Poulaille*, Manya
- Histoire de la littérature libertaire (en France), Albin Michel; 1990
- Ils ont bossé… et puis après ?, Syllepse
- Mon enfant d’Outreau, éd. Hors commerce
- Morte banlieue (ill. Tapage ; préface Didier Daeninckx), Reflex
- Nous, femmes sans frontière, Licorne
- Les Nouvelles passerelles de l’extrême droite, Manya ; rééd. Syllepse
- La Parole en chantant. Show-business et idéologie (préface Louis Arti)*, EPO
- D'une pension de famille, d'aujourd'hui, Licorne
- Voyages dans les lettres suédoises, LÉlan
- Rire et sourire, c'est toujours conspirer,  préface de Pierre Perret, L'Esprit frappeur, 2022

### Photographies
- Revenir d'Outreau, Juillet

### Jeunesse
- À propos d'une vieille dame facétieuse nommée, Astrid Lindgren, de Fifi Brindacier sa fille farfelue, et de quelques autres fieffés farceurs..., l 'Élan
- Le Fabuliste (ill. Fabian ; préface Sébastien Doubinsky), Sansonnet
- Le chien anarchiste, Chant d'ortie
- Histoires du pays sans beaucoup d’hommes (ill. Hervé Laly), L’Élan
- Petit penaud*, Seuil
- Robert Desnos, Oskar
- Les Vikings contre Hitler, Oskar

### Jeunesse – Albums
- Les Belles babouches (ill. Elène Husdin)*, Mila
- Les Couleurs retrouvées (ill. Tatiana Mai-Wyss), Points de suspension
- Frérot, frangin (ill. Jacques Tardi), Sarbacane
- Mes peluches (ill. Nathalie Lété)*, Mila
- Les Puces à mon chat (ill. Christine Dècle), Points de suspension
- Tout au bout de mon jardin (ill. Anaïs Ruch), Chant d’orties
- Bonbons (ill. Anaïs Ruch), Napodra éditions

* épuisé ou plus disponible

### Articles
- Henry Poulaille, l'anar, in Henry Poulaille, Itinéraire : une vie, une pensée, no 12, 1er semestre 1994, 92 pages, lire en ligne.

## Édition
Thierry Maricourt est également éditeur avec les Éditions de Quat'sous (Amiens) ou les Éditions du Goût de l'Être (Amiens) :
- Garde à vous, Gabriel Veillard, le Goût de l'Être, 1986.
- Délit de vie, Thierry Maricourt, le Goût de l'Être, 1986 -  (ISBN 2 906 148 03 2)